# Brygada Kawalerii „Stanisławów”
Brygada Kawalerii „Stanisławów” – wielka jednostka kawalerii Wojska Polskiego II RP.
Powstała w wyniku reorganizacji jednostek kawalerii w latach 30. XX w. na bazie oddziałów z 6 Samodzielnej Brygady Kawalerii. Sztab brygady stacjonował w Stanisławowie.

## Dowódcy
- gen. bryg. Juliusz Kleeberg

## Skład
- 6 pułk Ułanów Kaniowskich
- 9 pułk Ułanów Małopolskich
- 14 pułk Ułanów Jazłowieckich
- 6 dywizjon artylerii konnej
- 13 dywizjon artylerii konnej
- 6 szwadron pionierów „Stanisławów”